# ناس من ورق (مسلسل)
ناس من ورق مسلسل تلفزيوني سوري درامي.

## القصة
سلسلة درامية اجتماعية، ذات طابع تشويقي، نتابع من خلالها حكايات عدة لشخصيات تتجنب مزيداً من الخسارات وتسعى بخجل، نحو حب هنا، وفعل فرح هناك والهروب نحو المجهول أملاً بالخلاص، بنية العمل قائمة على التشويق بخطوط متوازية، قادرة على صدم المشاهد بسلسلة أحداث وارتباطات غير متوقعة، وتبدأ بمشاهد مصحوبة بخلفية صوت الراوي لتناقش فكرة ما.

## طاقم العمل
- جرجس جبارة
- سلمى المصري
- فايز قزق
- جمال العلي
- سليم صبري
- صباح الجزائري
- معن عبد الحق

## وصلات خارجية
- صفحة مسلسل ناس من ورق على موقع السينما.كوم